# Guaracava-de-topete-uniforme
Elénia-de-crista-uniforme ou guaracava-de-topete-uniforme (Elaenia cristata) é uma espécie de ave da família Tyrannidae.
Pode ser encontrada nos seguintes países: Bolívia, Brasil, Colômbia, Guiana Francesa, Guiana, Peru, Suriname e Venezuela.
Os seus habitats naturais são: savanas áridas, matagal árido tropical ou subtropical e campos de gramíneas de baixa altitude subtropicais ou tropicais sazonalmente húmidos ou inundados.